# Passerelle Simone-de-Beauvoir
Pour les articles homonymes, voir Simone de Beauvoir et Beauvoir.
La passerelle Simone-de-Beauvoir (initialement connue sous le nom provisoire de « passerelle Bercy-Tolbiac ») est un pont réservé aux modes de transports dits « doux » (piétons, vélos). C'est le 37e pont sur la Seine à Paris. Il se trouve entre les ponts de Bercy et de Tolbiac et relie les rives des 12e et 13e arrondissements de Paris, soit environ 304 mètres.

## Situation et accès
Ce site est desservi par la station de métro Quai de la Gare.

## Origine du nom
En mars 2005, Bertrand Delanoë a proposé de la baptiser du nom de la philosophe, romancière, épistolière, mémorialiste et essayiste française, Simone de Beauvoir, et l'a inaugurée le 13 juillet 2006 en présence de Sylvie Le Bon de Beauvoir, fille de Simone de Beauvoir.

## Historique
La passerelle prend sa dénomination par arrêté municipal du 1er juin 2006.
Le chenal d'entrée de la gare d'eau d'Ivry, dont les travaux débutent en mai 1764, serait situé approximativement à l'emplacement de la passerelle Simone-de-Beauvoir.

### Construction
L'ouvrage est construit par le groupement mené par Eiffel construction métallique en co-traitance avec Joseph Paris SA (construction métallique) et Soletanche Bachy (fondations spéciales, gros œuvre, VRD). Fabriquée dans l'usine des établissements Eiffel se trouvant en Alsace, la lentille principale centrale a été acheminée par des canaux, la mer du Nord, la Manche et des fleuves (avec les difficultés d'écluses étroites). Elle a traversé Paris sur une barge le 30 novembre 2005 avant de parvenir à sa destination finale. Le ripage de l'ouvrage s'est fait en deux heures le 29 janvier 2006, vers 3 heures du matin. Élément central (âme que l'architecte nomme « peltinée ») de la future passerelle, cette lentille en acier pèse 650 tonnes et a une longueur de 105 mètres pour une largeur de 13 mètres.

### Calendrier des travaux
- Concours d'architecture lancé en 1998 et remporté par l'architecte Dietmar Feichtinger (spécialiste des passerelles, travaillant depuis sur la future passerelle du Mont-Saint-Michel).
- Septembre 2004 : déviation des réseaux.
- Octobre 2004 : fondations.
- 2005-2006 : mise en place progressive de la passerelle.
- Juin 2006 : essais dynamiques et statiques.
- Juillet 2006 : inauguration et ouverture au public.

### Caractéristiques techniques
La passerelle est caractéristique de son temps et se distingue des trois autres passerelles qui franchissent déjà la Seine à Paris (passerelles des Arts, Léopold-Sédar-Senghor et Debilly). La géométrie de ses membrures réduit le cisaillement. C'est une structure lenticulaire (structure arc-catène). Son ancrage rotationnel sur ses appuis ramène sa hauteur structurelle à l'échelle des différences de niveau des quais. Ses cinq travées franchissent le fleuve sans appui dans l'eau et rejoignent les voies sur berge haute (directement sur le parvis de la bibliothèque François-Mitterrand, rive gauche, et directement dans le parc de Bercy, rive droite), avec des doubles appuis sur les berges basses (quai François-Mauriac, rive gauche, et quai de Bercy, rive droite).
La structure est composée de deux arcs :
- la catène fonctionnant en traction, formant la partie inférieure de la lentille centrale et permettant d'accéder au parvis de le Bibliothèque nationale,
- l'arc fonctionnant en compression, formant la partie supérieure de la lentille centrale et supportant un platelage permettant d'accéder aux quais.

Les efforts aux abouts de la catène et de l'arc sont repris par un système formé par un tirant arrière et une béquille.
Dimensions :
Longueur : 304 m
Largeurs : 6-12 m
Portée : 190 m
Hauteur structurelle de la lentille : 4,5 m
Longueur de la lentille centrale : 106 m
Longueur de chaque partie en console de part et d'autre de la lentille : 47 m
Poids :
Structure métallique : 1 600 tonnes
Platelage : 40 kg/m2
Surface de tablier : 3 800 m2

## Galerie

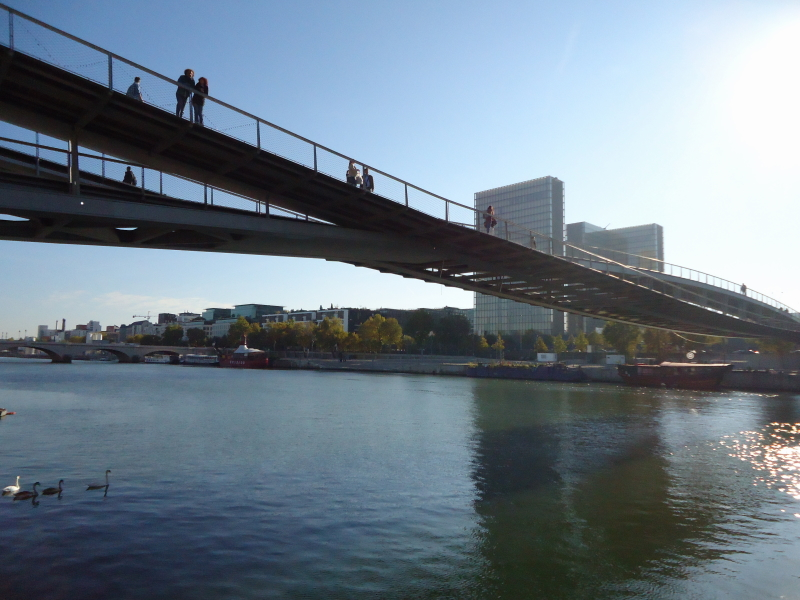
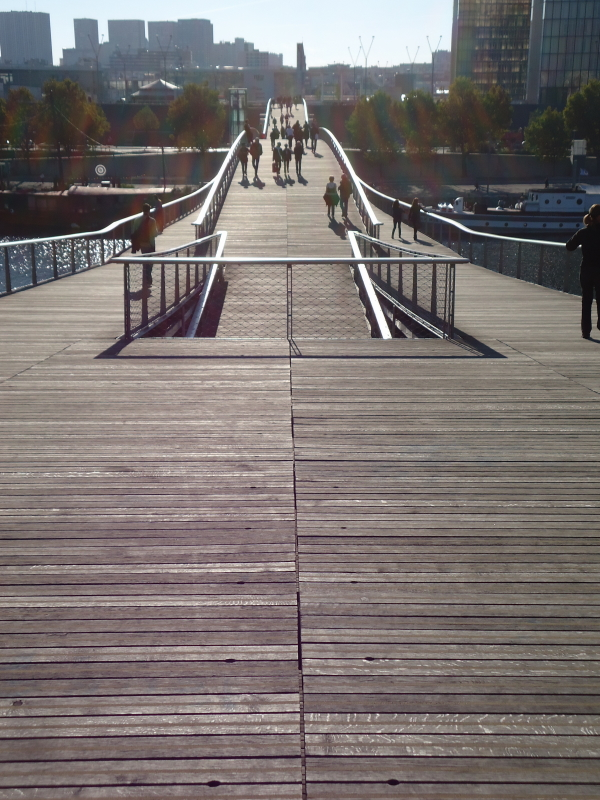
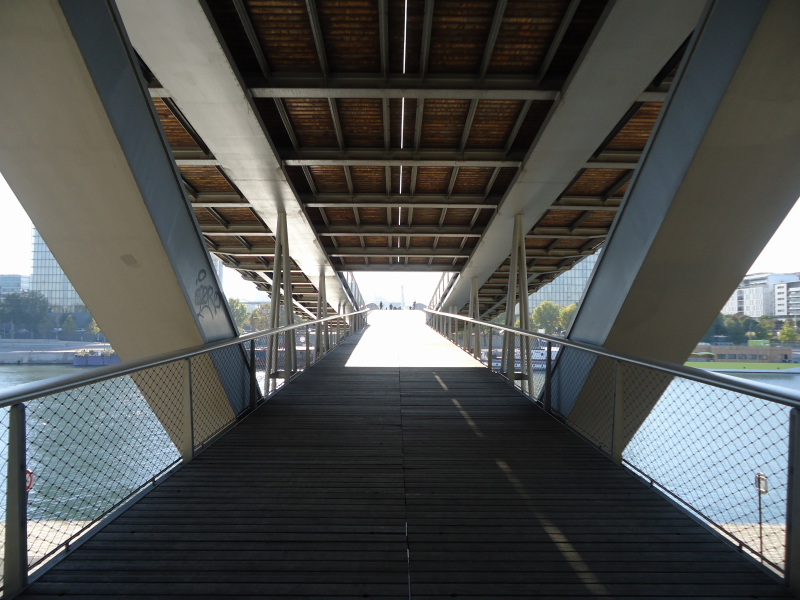
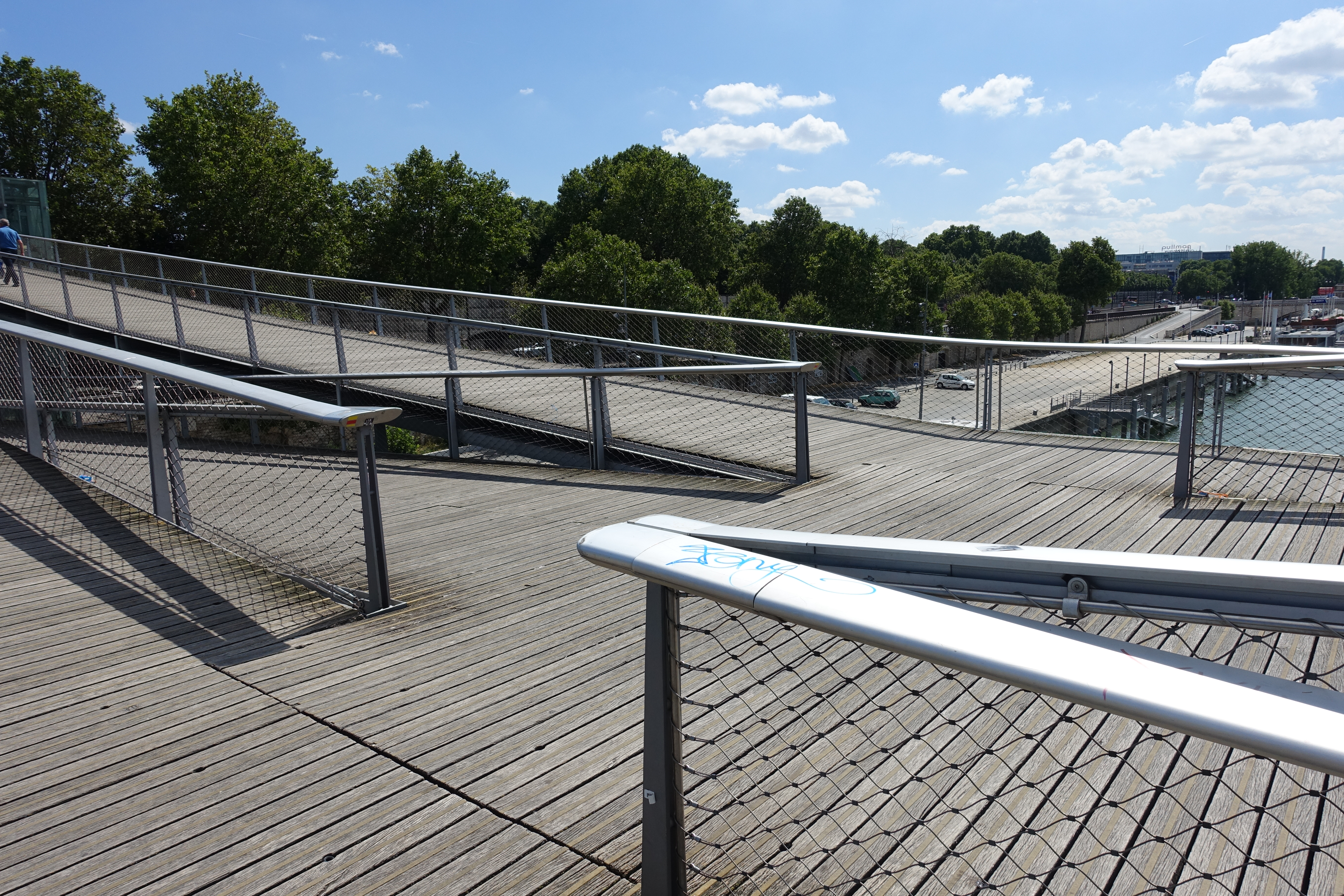
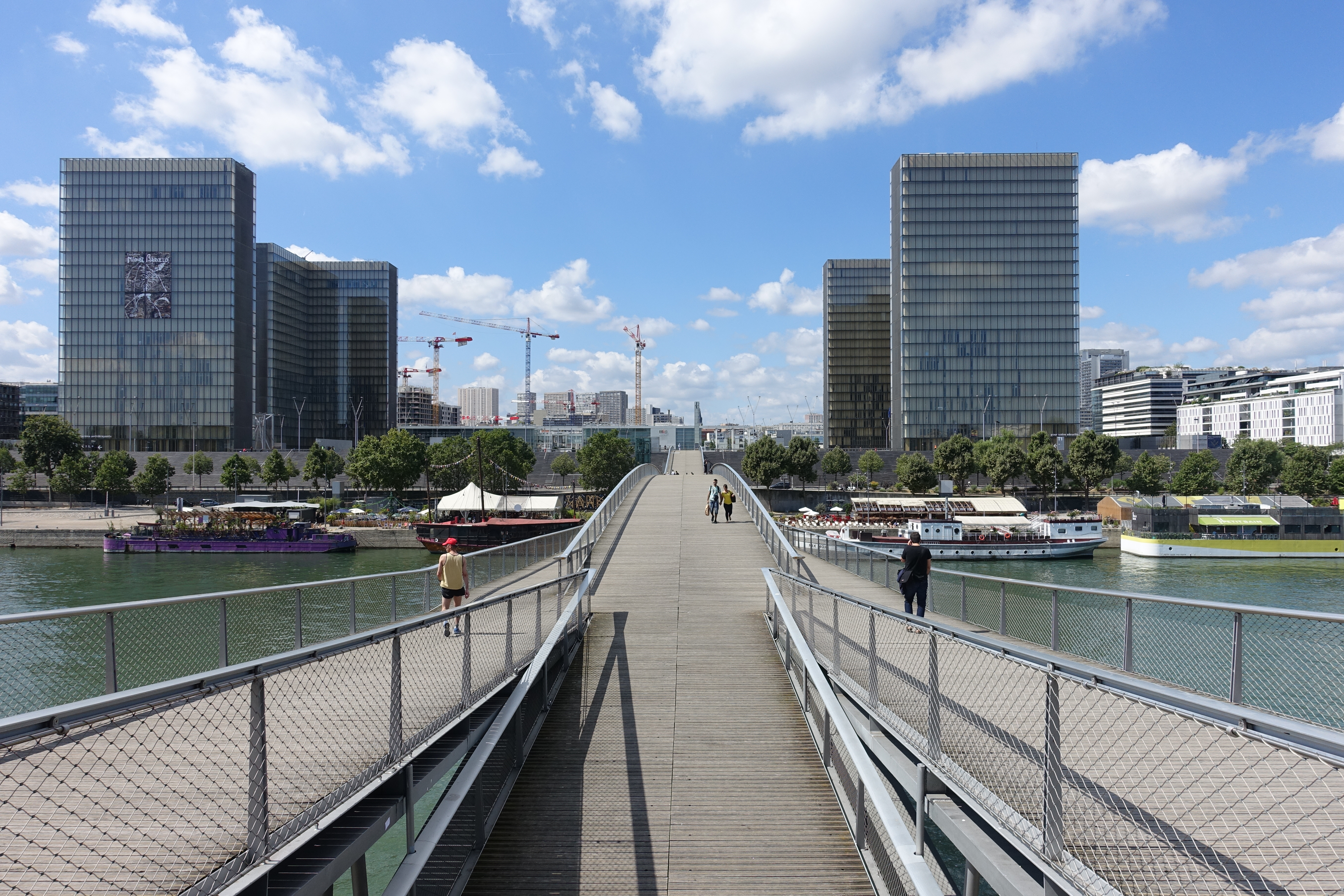